# Rudolf Doehn
Karl Johann Georg Rudolf Doehn (* 2. Februar 1821 in Hinrichshagen; † 9. April 1895 in Dresden) war ein deutsch-amerikanischer Schriftsteller und Politiker.

## Leben
Rudolf Doehn wurde im mecklenburgischen Hinrichshagen (heute Ortsteil von Woldegk) als Sohn eines Pächters geboren und besuchte in Friedland die Schule. Er studierte in Halle Philosophie und war ab 1841 Mitglied des Corps Guestphalia.  1845 promovierte er an der Universität Greifswald mit der Arbeit Diss. de speculativo logices Platonicae principio über Platon zum Dr. phil. In Berlin und an der Universität Rostock setzte er danach seine Studien im Fach Jura fort.
Doehn engagierte sich politisch in der Revolution von 1848/1849. Während seine Kampfgefährten Julius Wiggers und Moritz Wiggers nach dem Scheitern der Revolution 1853 in den Rostocker Hochverratsprozess verwickelt wurden, emigrierte Doehn 1854 in die USA und gehörte dort zu den Forty-Eighters. In St. Louis arbeitete er als Lehrer für die Freie Gemeinde. 1858 heiratete er Francisca Martins.
Ab 1860 gehörte Doehn dem Abgeordnetenhaus in Missouri an. In dieser Funktion trug er 1861 wesentlich zum erfolgreichen Widerstand gegen die Sezession bei. Er trat einem Freiwilligen-Regiment bei, in dem sich bei Ausbruch des Bürgerkrieges militärisch engagierte Deutsche zusammenfanden, um gegen Gouverneur Claiborne Fox Jackson zu kämpfen, der die Konföderierten unterstützte. Doehn war Mitglied der von B. Gratz Brown und Charles D. Drake gegründeten Missouri General Emancipation Society. Sie drängten auf radikalere Maßnahmen zur Abschaffung der Sklaverei als von Abraham Lincoln in seiner Emanzipations-Proklamation von 1862 vorgesehen, die Grenzstaaten wie Missouri ausnahm. Doehn zählte zu den Beratern von Franz Sigel und korrespondierte mit Francis Preston Blair. Das Engagement Doehns gegen die Sklaverei in Missouri ist vor dem Hintergrund eines zahlenmäßig sehr starken Anteils an Einwanderern aus Deutschland zu sehen, die ihrerseits keine Sklaven besaßen.
Nach fast zwölf Jahren Emigration kehrte er 1865 nach Deutschland zurück und wohnte in der Radeberger Vorstadt Dresdens in der Nordstraße 3. Doehn blieb seinen liberalen Grundsätzen treu, publizierte mehrere Bücher über das politische System der USA und beriet Ausreisewillige im Verein für Erdkunde Dresden. Später wandte er sich auch der amerikanischen Literatur zu. 1878 arbeitete er als Redakteur der Dresdner Presse, die kurzzeitig als sozialdemokratisches "Ersatzblatt" nach Ausrufung der Sozialistengesetze erschien, und zählte zu den Mitbegründern des Allgemeinen deutschen Schriftstellerverbandes in Leipzig. Doehn war eine wichtige Integrationsfigur der Dresdner Literaturszene, denn er gehörte der Litterarischen Gesellschaft, dem Literarischen Verein wie auch der Gesellschaft für Literatur und Kunst an. Er schrieb für das Deutsche Museum, für die Gartenlaube, das Jahrbuch für das deutsche Theater von Joseph Kürschner und verfasste in den Blättern für literarische Unterhaltung Literaturkritiken. Doehn gehörte der Deutschen Freisinnigen Partei an.
Auch Doehns Frau Franziska war in Dresden schriftstellerisch tätig. Die Tochter Else heiratete Paul Schumann und nach der Scheidung der Ehe Ferdinand Avenarius. Der Sohn Bruno Doehn war von 1922 bis 1924 stellvertretender Vorsitzender am Staatsgerichtshof zum Schutze der Republik nach dem  Republikschutzgesetz der frühen Weimarer Republik.

## Werke
- Literatur von Rudolf Doehn im Katalog Open Library
- Literatur von und über Rudolf Doehn im Katalog WorldCat
- Literatur von Rudolf Doehn im Katalog HathiTrust